# 유영재의 가요쇼
유영재의 가요쇼(이하 유가쇼)는 SBS 러브FM에서 2012년 4월 30일부터 2019년 6월 2일까지 7년간 방송했던 추억의 가요전문 라디오 프로그램이다.

## 역대 방송시간
| 방송 채널  | 방송 기간                         | 방송 시간                  |
| ---------- | --------------------------------- | -------------------------- |
| SBS 러브FM | 2012년 4월 30일 ~ 2016년 3월 27일 | 매일 오후 4:05 ~ 저녁 6:00 |
| SBS 러브FM | 2016년 3월 28일 ~ 2017년 8월 27일 | 매일 밤 8:30 ~ 밤 10:00    |
| SBS 러브FM | 2018년 9월 10일 ~ 2019년 6월 2일  | 매일 밤 8:30 ~ 밤 10:00    |
| SBS 러브FM | 2017년 8월 28일 ~ 2018년 9월 9일  | 매일 밤 8:30 ~ 밤 10:00    |